# الشمالية (عين العرب)
الشمالية  قرية سوريّة تتبع إداريّاً لمحافظة حلب منطقة عين العرب ( كوباني) ناحية مركز شيوخ تحتاني، بلغ تعداد سكانها 1,199 نسمة حسب التعداد السكاني لعام 2004.